# Punta de la Mare de Déu
La Punta de la Mare de Déu és un cap de la costa de la Marenda del terme comunal de Portvendres, a la comarca del Rosselló (Catalunya del Nord).
Està situat a la zona nord del terme de Portvendres, al nord-est del Port de Portvendres, a migdia del Foc del Moll, el moll que tanca el port pel nord-est, on hi ha el Far metàl·lic del moll de Portvendres.